# (500216) 2012 HP47
(500216) 2012 HP47 es un asteroide perteneciente al cinturón de asteroides, descubierto el 31 de marzo de 2008 por el equipo del Mount Lemmon Survey desde el Observatorio del Monte Lemmon, Arizona, Estados Unidos.

## Designación y nombre
Designado provisionalmente como 2012 HP47.

## Características orbitales
2012 HP47 está situado a una distancia media del Sol de 2,475 ua, pudiendo alejarse hasta 2,789 ua y acercarse hasta 2,162 ua. Su excentricidad es 0,126 y la inclinación orbital 7,644 grados. Emplea 1422,87 días en completar una órbita alrededor del Sol.

## Características físicas
La magnitud absoluta de 2012 HP47 es 17.